# Розела
Розела (Platycercus) — рід папугоподібних птахів родини папугових (Psittacidae).
Розели — це найтиповіші птахи саван і степів Австралії. Вони добре відрізняються від інших представників родини лускатим забарвленням. Кожне перо спини має чорний центр, навколо якого розташоване широке червоне, жовте або зелене поле. У решти представників родини спина або одноколірна, або має поперечні смуги.
Розели отримали своє ім'я за назвою колонії Роуз Хілл в Австралії (тепер це передмістя Сіднея), де вони вперше були помічені європейськими поселенцями. Друге ім'я цих папуг — плоскохвості. Їх особливістю є широкий і симетрично ступінчастий хвіст.
У гніздовий час розели тримаються парами або невеликими групами, але після періоду розмноження збираються у великі зграї і в пошуках водопоїв, а також їжі роблять далекі нерегулярні міграції.
Вони володіють сильним польотом, але за характером траєкторії нагадують політ дятлів, тобто складається з послідовних підйомів і опускань.
Всі види розел живляться в першу чергу насінням трав. Збір насіння відбувається на землі, але при найменшому переляку птахи негайно перелітають на вершини дерев. Харчуючись на полях і у садах культурними рослинами і плодами, розели одночасно знищують бур'яни і шкідливих комах.

## Види
- Platycercus adscitus — розела світлоголова
- Platycercus caledonicus — розела тасманійська
- Platycercus elegans — розела червона
- Platycercus eximius — розела білогорла
- Platycercus icterotis — розела жовтощока
- Platycercus venustus — розела золотиста